# Eleonora di Provenza
Eleonora di Provenza, in francese Éléonore de Provence e in inglese Eleanor of Provence (Aix-en-Provence, 1223  circa – Amesbury, 24 o 25 giugno 1291), è stata regina consorte d'Inghilterra e duchessa consorte d'Aquitania dal 1236 al 1272. Sebbene la Chiesa cattolica non abbia mai ufficializzato il suo culto, è localmente considerata una santa.

## Origine

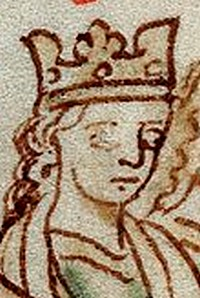
Eleonora di Provenza (rappresentazione del XIII secolo)

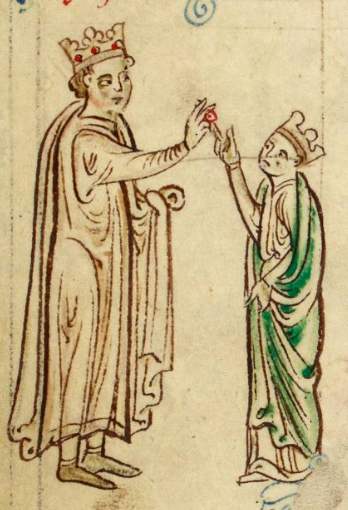
Eleonora con Enrico III

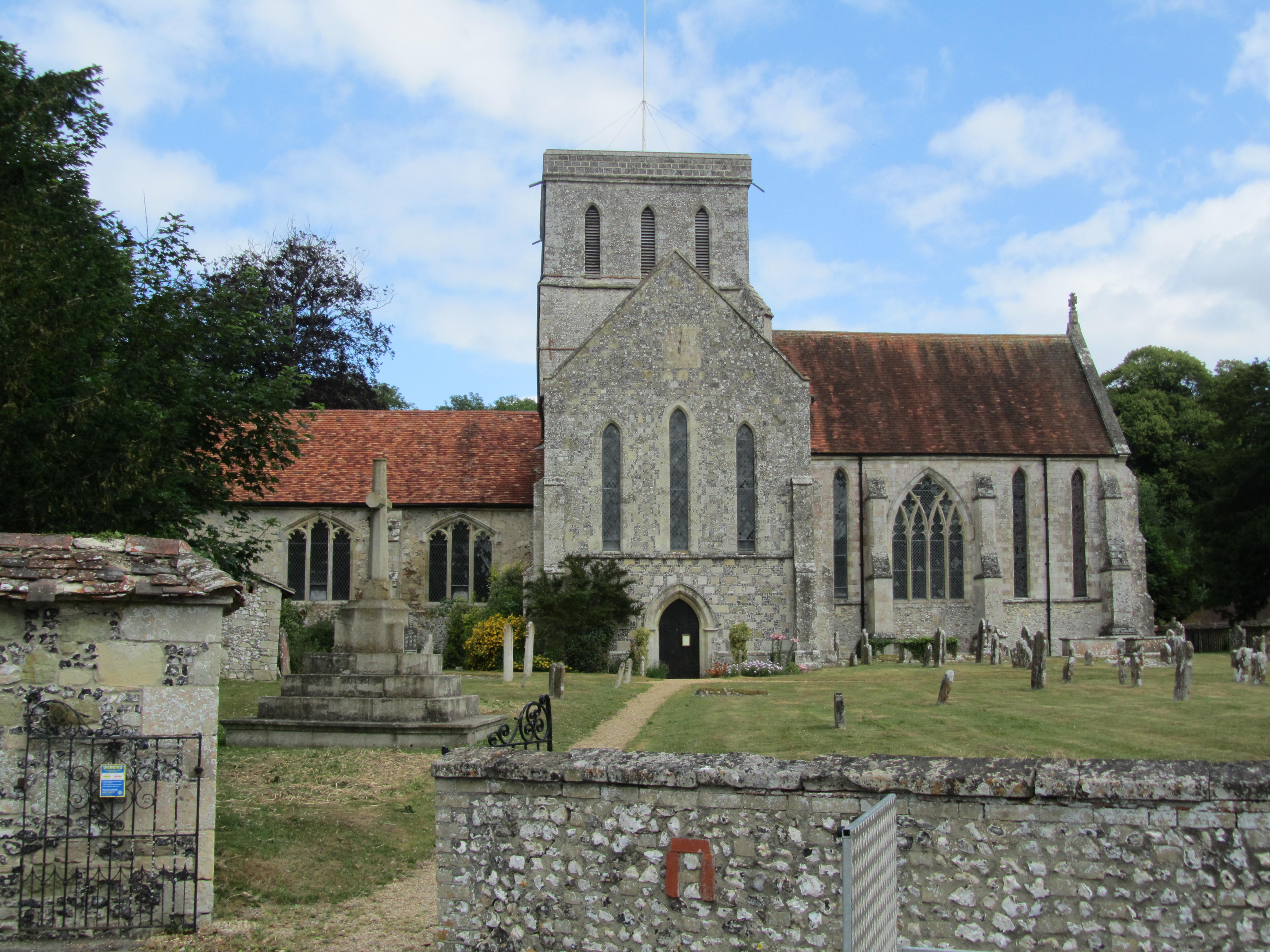
Abbazia d'Amesbury, dove Eleonora visse gli ultimi anni, dove morì e fu sepolta.

Figlia secondogenita del conte di Provenza e conte di Forcalquier, Raimondo Berengario IV (1198 – 1245), e della moglie, Beatrice di Savoia (1206 – 1266), come risulta dalla cronaca del monaco benedettino inglese, cronista della storia inglese, Matteo Paris (1200 – 1259), quando ne descrive il matrimonio con il re d'Inghilterra, Enrico III e anche dal documento nº 99 del Peter der Zweite Graf von Savoyen, Markgraf in Italien, sein Haus und seine Lande, dello storico, Ludwig Wurstenberger; Beatrice di Savoia, secondo il documento nº 49 del Peter der Zweite Graf von Savoyen, Markgraf in Italien, sein Haus und seine Lande, dello storico, Ludwig Wurstenberger, era figlia del Conte di Savoia, d'Aosta e di Moriana, Tommaso I (1177 – 1233) e della moglie, Beatrice Margherita di Ginevra (1180 – 1257), che secondo la Chronica Albrici Monachi Trium Fontium era figlia di Guglielmo I di Ginevra e di Margherita Béatrice di Faucigny.
Raimondo Berengario IV di Provenza, secondo la Historia Comitum Provinciae era l'unico figlio maschio del consorte dell'erede della contea di Forcalquier e conte di Provenza, Alfonso II e di sua moglie, Garsenda di Sabran, figlia del Signore di Caylar e d'Ansouis, Raniero († dopo il 1209) appartenente alla famiglia de Sabran e di Garsenda di Forcalquier (nata prima del 1193), l'unica figlia del Conte di Forcalquier, Guglielmo IV d'Urgell e di Adelaide di Bezieres, di cui non si conoscono gli ascendenti.

## Biografia
Eleonora era famosa per la sua bellezza, come per altro lo erano le sue tre sorelle.
Nel 1235 il re d'Inghilterra, Enrico III (1207-1272), chiese la mano di Eleonora, attraverso la mediazione dello zio di Eleonora, Amedeo IV di Savoia. L'accordo di matrimonio è ricordato nel documento nº 96 del Peter der Zweite Graf von Savoyen, Markgraf in Italien, sein Haus und seine Lande, dello storico, Ludwig Wurstenberger.
Gli sposi, Enrico ed Eleonora non si erano mai visti prima e, secondo il Florentii Wigorniensis Monachi Chronicon, Tomus II il matrimonio fu celebrato, di domenica, il 13 gennaio 1236, nella cattedrale di Canterbury dal suo arcivescovo, Edmondo di Canterbury e l'incoronazione avvenne il 20 gennaio 1236, a Londra, nell'abbazia di Westminster.
Eleonora riuscì in poco tempo a fare accettare alla corte d'Inghilterra parenti e compatrioti provenienti dalla Provenza, ma soprattutto dalla Savoia. La parentela con i Savoia portò in Inghilterra tre fratelli di sua madre Beatrice e del conte di Savoia, Amedeo IV, figli del conte Tommaso I: Bonifacio, che nel 1245 divenne arcivescovo di Canterbury, Pietro, il futuro conte di Savoia Pietro II (1263-1268), già Signore del Vaud (1233-1268), che divenne Conte di Richmond (1241-1268), ed infine Guglielmo di Savoia (†1239), vescovo di Valence e rettore di Vienne, che aveva condotto con sé un ottimo collaboratore, Pietro Aigueblanche, che fu vescovo di Hereford, diplomatico alle corti di Luigi IX di Francia e di Alfonso X di Castiglia, negoziatore del matrimonio di Riccardo di Cornovaglia con Sancha di Provenza, collettore delle tasse papali ed infine governatore della Guascogna, dopo che quest'ultima era tornata ai Plantageneti, dopo il matrimonio di Edoardo con Eleonora di Castiglia, avvenuto, nel 1254.
Quando, nel 1245, suo padre, Raimondo Berengario IV, morì, come da suo testamento (come ci conferma il documento riportato a pagina 485 del Matthæi Parisiensis, Monachi Sancti Albani, Chronica Majora, vol IV, lasciò i titoli di contessa di Provenza e Forcalquier alla figlia più giovane, non ancora sposata, Beatrice,. Il testamento redatto da Raimondo Berengario IV, il 20 giugno 1238 a Sisteron, si trova nelle Layettes du Trésor des Chartes, vol. II, contrassegnato come documento nº 2719.
Eleonora con le sorelle, Margherita, moglie del re di Francia, Luigi IX il Santo, e Sancha, moglie di Riccardo di Cornovaglia avrebbero desiderato dividere i feudi paterni con la sorella minore, Beatrice, ma il fratello di Luigi IX il Santo, Carlo d'Angiò, conte d'Angiò e del Maine, che il Papa Innocenzo IV aveva contribuito a scegliere come marito per Beatrice di Provenza, invase la Provenza e non la volle più spartire; per cui i rapporti di Carlo d'Angiò con le tre sorelle defraudate furono sempre molto tesi.
Eleonora ebbe rapporti particolarmente affettuosi con il figlio Edoardo: quando si ammalò, rischiando la vita (1246), lei rimase con lui all'abbazia di Beaulieu per tre settimane, ben oltre il tempo permesso dalle regole monastiche. Per sua influenza re Enrico elevò Edoardo al rango di duca di Guascogna nel 1249. Quando Enrico venne duramente contestato da Simone di Montfort, sesto conte (Earl) di Leicester, lei appoggiò la causa del marito, raccogliendo in suo favore truppe in Francia. Il 13 luglio 1263, mentre stava scendendo lungo il Tamigi su una chiatta, fu attaccata dai cittadini di Londra. Dopo essere stata soccorsa da Thomas FitzThomas, sindaco di Londra, si rifugiò presso il vescovo londinese.
Alla morte di sua madre, Beatrice di Savoia, che, secondo le Chartes du diocèse de Maurienne, Documents publiés par l'académie royale de Savoie, Vol. II, Beatrice di Savoia (vidua dna comitssa Provincie) morì il 4 gennaio (Januarius II Non) del 1267, Eleonora con la sorella, Margherita, ereditarono i beni della madre, come previsto dai due testamenti redatti da Beatrice di Savoia (il testamento redatto il 22 febbraio ad Ambiani, in cui rammenta anche di una proprietà lasciata all'ordine dei Cavalieri Ospitalieri, è riportato come documento nº 639 del Peter der Zweite Graf von Savoyen, Markgraf in Italien, sein Haus und seine Lande, dello storico, Ludwig Wurstenberge).
In particolare Eleonora, dalla madre, aveva ereditato il Ponthieu; il titolo di contessa di Ponthieu, gli fu riconosciuto, solo nel 1279, dal re di Francia, Filippo III di Francia, detto l'Ardito.
Alla morte, nel 1274, del nipote Enrico, secondogenito del figlio Edoardo, che si trovava a Guildford affidato alle sue cure, Eleonora si occupò delle esequie e fece tumulare il cuore di Enrico in un convento da lei fatto erigere in sua memoria, mentre i genitori che si trovavano a Londra non parteciparono alla cerimonia pur essendo il tragitto Londra-Guildford piuttosto breve.
Dopo essersi occupata di allevare ed educare molti nipoti, il 3 luglio 1276 si ritirò nell'abbazia benedettina di Amesbury, ma rimase in contatto con il figlio Edoardo e la sorella Margherita. 
Morì nel 1291 ad Amesbury (Inghilterra), lasciando il figlio Edoardo che l'anno prima aveva perso l'adorata moglie, Eleonora di Castiglia, in uno stato di prostrazione che gli rese amaro e difficile il periodo 1290-1292.
Secondo gli Annales Londonienses, la regina Eleonora morì il giorno dopo la festa di San Giovanni Battista (in crastino Sancti Johannis Baptistæ) e fu tumulata ad Amesbury, il giorno della natività della Madonna (apud Ambresbury in festo nativitate beatæ Virginis).

## Figli
Eleonora ed Enrico ebbero 9 figli:
1. Edoardo (1239-1307), il primogenito, come dal Florentii Wigorniensis Monachi Chronicon, Tomus II[25], re d'Inghilterra;
2. Margherita (1240-1275), che secondo gli Annales Londonienses, nacque il giorno di San Leodegario (in die Sancti Leodegarii) a cui fu dato il nome della regina di Francia, sorella della regina, Eleonora[26] e che, nel 1252, sposò re Alessandro III di Scozia[27];
3. Beatrice (nata 1242-1275), che secondo gli Annales Londonienses, nacque nel 1242, e a cui fu dato il nome della contessa di Provenza, sorella della regina, Eleonora[28] e che, nel 1260, sposò Giovanni, figlio del duca di Bretagna[29];
4. Edmondo (Crouchback), primo Conte (Earl) di Lancaster (1245 - 1296)
5. Riccardo (ca. 1247 - morto giovane, come conferma il Feudal manuals of english history[30])
6. Giovanni (ca. 1250 - morto giovane, come conferma il Feudal manuals of english history[30])
7. Caterina (25 novembre 1253[27]- 3 maggio 1257[31])
8. Guglielmo (ca. 1256 - morto giovane, come conferma il Feudal manuals of english history[30])
9. Enrico (dopo il 1256 - morto giovane, come conferma il Feudal manuals of english history[30])

## Parentele incrociate
Eleonora e la sorella Sancha, che sposarono i fratelli Enrico III d'Inghilterra e Riccardo di Cornovaglia, divennero cognate, e viceversa per Enrico e Riccardo. La stessa cosa successe alle altre due sorelle, figlie di Raimondo Berengario IV, Margherita e Beatrice: sposando i fratelli Luigi IX di Francia e Carlo d'Angiò, divennero cognate, e viceversa fu per Luigi e Carlo.

## Culto
Nell'abbazia benedettina di Amesbury Eleonora trascorse i suoi giorni sino alla morte, avvenuta il 25 giugno 1291 in concetto di santità. 
La venerazione nei suoi confronti si diffuse in modo particolare all'interno dell'ordine benedettino, ma il suo culto non è mai stato ufficializzato dalla Chiesa. Nonostante ciò la festa di santa Eleonora viene localmente celebrata al 21 febbraio.

## Ascendenza
|                                    |                       |                         | Genitori                          |  |  | Nonni |  |  | Bisnonni             |  |  | Trisnonni                            |  |
|                                    |                       |                         |                                   |  |  |       |  |  | Alfonso II d'Aragona |  |  | Raimondo Berengario IV di Barcellona |  |
|                                    |                       |                         |                                   |  |  |       |  |  | Alfonso II d'Aragona |  |  | Raimondo Berengario IV di Barcellona |  |
|                                    |                       | Petronilla di Aragona   |                                   |  |  |       |  |  | Alfonso II d'Aragona |  |  |                                      |  |
| Alfonso II di Provenza             |                       |                         |                                   |  |  |       |  |  | Alfonso II d'Aragona |  |  |                                      |  |
|                                    |                       | Sancha di Castiglia     | Alfonso VII di León               |  |  |       |  |  |                      |  |  |                                      |  |
|                                    |                       | Sancha di Castiglia     | Alfonso VII di León               |  |  |       |  |  |                      |  |  |                                      |  |
|                                    |                       | Sancha di Castiglia     | Richenza di Polonia               |  |  |       |  |  |                      |  |  |                                      |  |
| Raimondo Berengario IV di Provenza |                       | Sancha di Castiglia     |                                   |  |  |       |  |  |                      |  |  |                                      |  |
|                                    |                       | Rainou de Sabran        | Rostaing II de Sabran             |  |  |       |  |  |                      |  |  |                                      |  |
|                                    |                       | Rainou de Sabran        | Rostaing II de Sabran             |  |  |       |  |  |                      |  |  |                                      |  |
|                                    |                       | Rainou de Sabran        | Roscie, Dame d'Uzes               |  |  |       |  |  |                      |  |  |                                      |  |
| Garsenda di Provenza               |                       | Rainou de Sabran        |                                   |  |  |       |  |  |                      |  |  |                                      |  |
|                                    |                       | Garsenda di Forcalquier | Guglielmo IV di Forcalquier       |  |  |       |  |  |                      |  |  |                                      |  |
|                                    |                       | Garsenda di Forcalquier | Guglielmo IV di Forcalquier       |  |  |       |  |  |                      |  |  |                                      |  |
|                                    |                       | Garsenda di Forcalquier | Adelaide di Bezières              |  |  |       |  |  |                      |  |  |                                      |  |
| Eleonora di Provenza               |                       | Garsenda di Forcalquier |                                   |  |  |       |  |  |                      |  |  |                                      |  |
|                                    | Umberto III di Savoia | Amedeo III di Savoia    |                                   |  |  |       |  |  |                      |  |  |                                      |  |
|                                    | Umberto III di Savoia | Amedeo III di Savoia    |                                   |  |  |       |  |  |                      |  |  |                                      |  |
|                                    | Umberto III di Savoia | Mahaut d'Albon          |                                   |  |  |       |  |  |                      |  |  |                                      |  |
| Tommaso I di Savoia                | Umberto III di Savoia |                         |                                   |  |  |       |  |  |                      |  |  |                                      |  |
|                                    |                       | Beatrice di Mâcon       | Gerard I, Conte di Mâcon e Vienne |  |  |       |  |  |                      |  |  |                                      |  |
|                                    |                       | Beatrice di Mâcon       | Gerard I, Conte di Mâcon e Vienne |  |  |       |  |  |                      |  |  |                                      |  |
|                                    |                       | Beatrice di Mâcon       | Guyonne de Salines                |  |  |       |  |  |                      |  |  |                                      |  |
| Beatrice di Savoia                 |                       | Beatrice di Mâcon       |                                   |  |  |       |  |  |                      |  |  |                                      |  |
|                                    |                       | Guglielmo I di Ginevra  | Amedeo I di Ginevra               |  |  |       |  |  |                      |  |  |                                      |  |
|                                    |                       | Guglielmo I di Ginevra  | Amedeo I di Ginevra               |  |  |       |  |  |                      |  |  |                                      |  |
|                                    |                       | Guglielmo I di Ginevra  | Mathilde de Cuiseaux              |  |  |       |  |  |                      |  |  |                                      |  |
| Margherita di Ginevra              |                       | Guglielmo I di Ginevra  |                                   |  |  |       |  |  |                      |  |  |                                      |  |
|                                    |                       | Beatrice de Faucigny    | Aimon I, Signore de Faucigny      |  |  |       |  |  |                      |  |  |                                      |  |
|                                    |                       | Beatrice de Faucigny    | Aimon I, Signore de Faucigny      |  |  |       |  |  |                      |  |  |                                      |  |
|                                    |                       | Beatrice de Faucigny    | Clemencia de Berançon             |  |  |       |  |  |                      |  |  |                                      |  |
|                                    |                       | Beatrice de Faucigny    |                                   |  |  |       |  |  |                      |  |  |                                      |  |

### Fonti primarie
- (LA)  Monumenta Germaniae Historica, Scriptores, Tomus XXIII.
- (LA)  Rerum Gallicarum et Francicarum Scriptores, tomus XIX.
- (LA)  Peter der Zweite Graf von Savoyen, Markgraf in Italien, sein Haus und seine Lande.
- (LA)  Matthæi Parisiensis, Monachi Sancti Albani, Chronica Majorar, vol. IV.
- (LA)  Matthæi Parisiensis, Monachi Sancti Albani, Chronica Majorar, vol. III.
- (LA)  Chartes du diocèse de Maurienne, vol. II.
- (LA)  Florentii Wigorniensis Monachi Chronicon, Tomus II, Continuatio.
- (LA)  Annales Londonienses.
- (LA)  Matthæi Parisiensis, Monachi Sancti Albani, Chronica Majorar, vol. V.
- (LA)  Feudal manuals of english history.
- (LA) Layettes du Trésor des Chartes, vol. II', su gallica.bnf.fr.

### Letteratura storiografica
- Austin Lane Poole, L'interregno in Germania, in «Storia del mondo medievale», vol. V, 1999, pp. 128–152.
- Charles Petit-Dutaillis, Luigi IX il Santo, in «Storia del mondo medievale», vol. V, 1999, pp. 829–864.
- E.F. Jacob, "Inghilterra : Enrico III", in Storia del mondo medievale, vol. VI, 1999, pp. 198–234.
- Hilda Johnstone, "Francia: gli ultimi capetingi", in Storia del mondo medievale, vol. VI, 1999, pp. 569–607.
- Hilda Johnstone, "Inghilterra : Edoardo I e Edoardo II", in Storia del mondo medievale, vol. VI, 1999, pp. 673–717.
- Margaret Howell, Eleanor of Provence: Queenship in Thirteenth-century England, 1997.
- (FR)  Histoire générale des Alpes Maritimes ou Cottiènes par Marcellin Fornier, Continuation, Tome I.